# Мілоциці (Поморське воєводство)
Мілоциці (пол. Miłocice, нім. Falkenhagen) — село в Польщі, у гміні Мястко Битівського повіту Поморського воєводства.
Населення — 466 осіб (2011).
У 1975-1998 роках село належало до Слупського воєводства.

## Демографія
Демографічна структура станом на 31 березня 2011 року:
|          | Загалом | Допрацездатний вік | Працездатний вік | Постпрацездатний вік |
| -------- | ------- | ------------------ | ---------------- | -------------------- |
| Чоловіки | 231     | 47                 | 169              | 15                   |
| Жінки    | 235     | 60                 | 140              | 35                   |
| Разом    | 466     | 107                | 309              | 50                   |